# Pseudopotamilla intermedia
Pseudopotamilla intermedia är en ringmaskart som beskrevs av Moore 1905. Pseudopotamilla intermedia ingår i släktet Pseudopotamilla och familjen Sabellidae. Inga underarter finns listade i Catalogue of Life.